# ハンバーガー大学
ハンバーガー大学（ハンバーガーだいがく、Hamburger University）は、アメリカ合衆国イリノイ州シカゴにある、マクドナルドの国際部本部内にある企業内大学（研修施設）である。将来が嘱望される店長や中間管理職、オーナー経営者を対象に、飲食店経営方法を指導している。
毎年5,000人以上の従業員がハンバーガー大学に通い、275,000人以上がハンバーガー学の学位を取得して卒業している。

## 歴史
ハンバーガー大学における従業員教育は、1961年にあるマクドナルドの店舗の地下で14人のクラスから始まった。
2018年、マクドナルド本社とハンバーガー大学は、アメリカの女優、オプラ・ウィンフリーが運営していたハーポ・スタジオ本社の跡地に建設された新しい複合施設であるシカゴのウェストループに移転した。
また、以前の場所は2019年6月にジョン・ポール・ミッチェル・システムズの共同創業者であるジョン・ポール・デジョリアが購入した。

## キャンパス
ハンバーガー大学は現在、イリノイ州シカゴの本部キャンパスに加えて、東京、ロンドン、シドニー、ミュンヘン、サンパウロ、上海、モスクワの8都市にキャンパスを有する。

## 大衆文化における受容
ハンバーガー大学は、1986年に公開されたコメディ映画『ハンバーガー...モーション・ピクチャー』で風刺された。また、マクドナルド社がロナルド・マクドナルドを起用したCMで、アニマトロニクス技法を用いてハンバーガーが何個も卒業していく様子を映し出していたように、マクドナルド社自身もそのように揶揄していたことが窺える。